# Суперкубок Португалии по футболу 2018
Суперкубок Португалии по футболу 2018 года (порт. Supertaca de Portugal) — 40-й розыгрыш Суперкубка Португалии, который проводился между чемпионом Португалии «Порту» и обладателем Кубка Португалии «Авеш».
Матч за Суперкубок состоялся 5 августа 2018 года. Поединок закончился с итоговым счётом 3:1 в пользу «Порту». Для клуба этот Суперкубок Португалии стал 21-м в истории.

## Отчёт о матче
| Порту                                             | 3:1     | Авеш       |
| ------------------------------------------------- | ------- | ---------- |
| Ясин Бразими 25′ · Макси Перейра 67′ · Корона 84′ | (отчёт) | Фалкан 14′ |

| «Порту» | «Авеш» |

## Стадион
Стадионом для проведения Суперкубка Португалии 2018 года стал Муниципальный стадион, расположенный в городе Авейру. Стадион был открыт в 2003 году и способен вместить 32 830 зрителей. Суперкубок Португалии 2018 года стал для стадиона 9-м по счету. С 2009 года на Муниципальном стадионе в Авейру были проведены все матчи Суперкубка Португалии, кроме финалов 2015 и 2019 годов, которые были проведены на стадионе «Алгарве».